# MG 08/15
MG 08/15 je strojnica koja se proizvodila u carskoj Njemačkoj za vrijeme Prvog svjetskog rata. Predstavljala je prilagodbu standardne strojnice MG 08, koji se pokazao teškim i nezgrapnim.  Zbog toga mu je smanjena masa, umjesto postolja uveden dvonožac, te kundak i pištoljska drška s kojom je izgledom postao sličniji lakoj strojnici ili strojnici opće namjene.
U službenu je upotrebu pušten 1917. godine. Iako je bio razmjerno težak i zahtijevao četiri osobe za upotrebu, iskazao se učinkovitim u rovovskom ratovanju. 
Njegova je upotreba ubrzo napuštena nakon Prvog svjetskog rata, o čemu govori podatak da je 1927. u optjecaju bilo 12 000 primjeraka, uglavnom u redovima Reichswera.
U njemačkom jeziku izreka 08/15 označava nešto jednostavno za uporabu, standardizirano.

## Vanjske poveznice
|  | Zajednički poslužitelj ima još gradiva o temi MG 08/15 |